# Calliandra tweediei

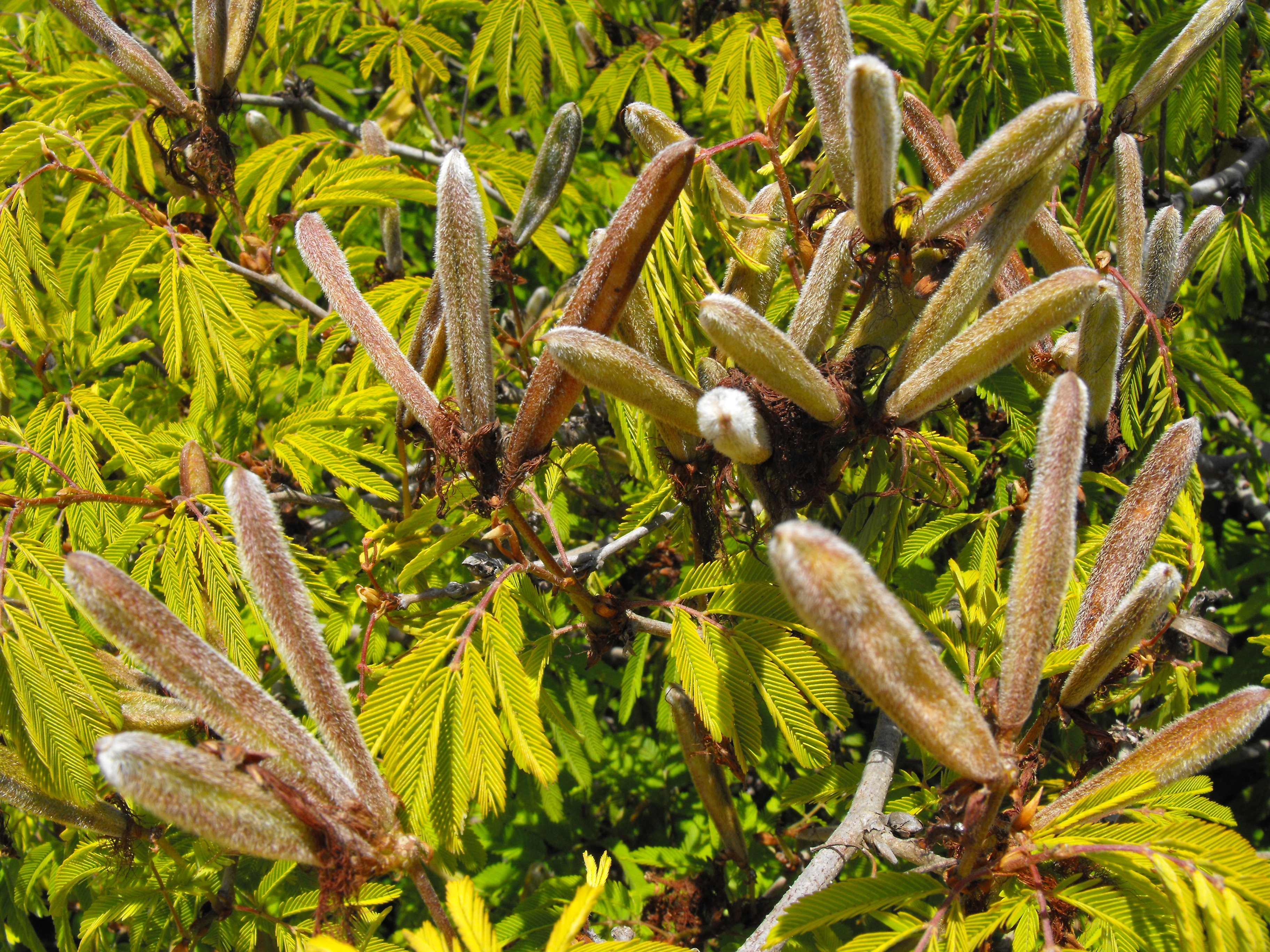
Legumbres, se observan pilosidades

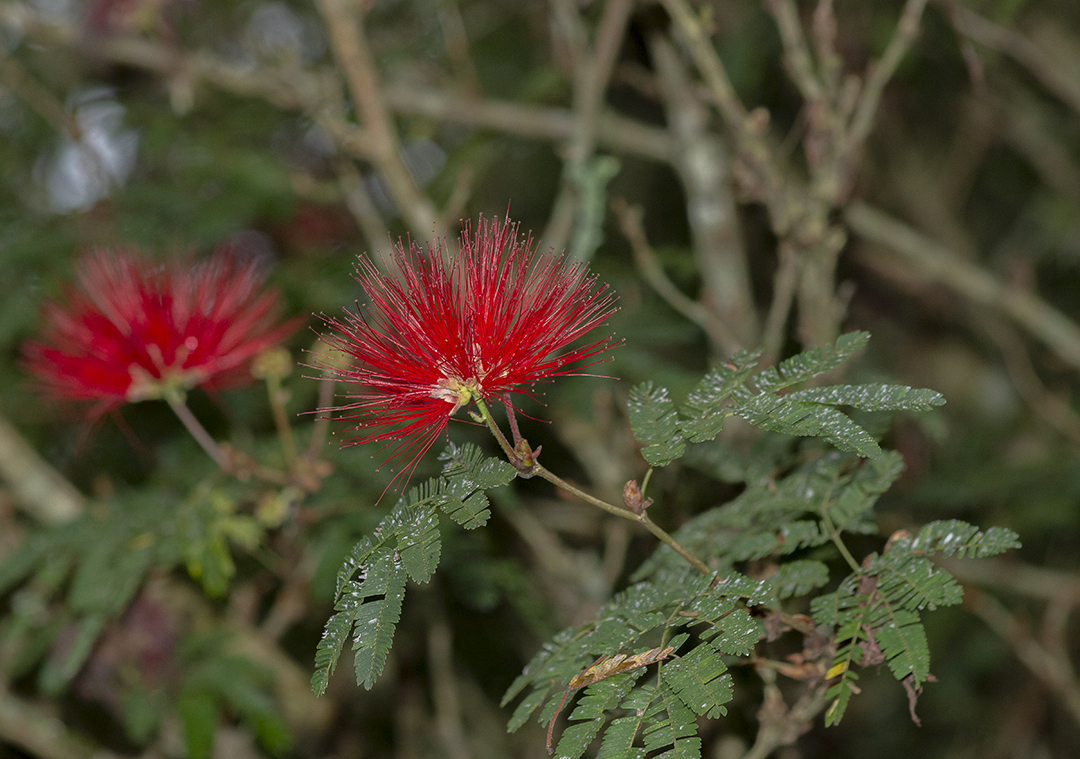
Calliandra tweediei, "Plumerillo rojo", "Socará", inflorescencia y follaje

Calliandra tweediei Benth (plumerillo rojo, zucará, socará, arbusto de la llama, borla de obispo)  es un arbusto de copa amplia y globosa, corteza clara y lisa. Se ramifica desde la base, ramillas muy jóvenes velloso-hirsutas.Nativo de Brasil, Uruguay, Argentina y Paraguay utilizado como ornamental en muchas partes del mundo debido a su  floración rojo intenso.

## Descripción
Arbusto ramificado, de aproximadamente 2-4 m de altura: ramillas pubescentes cuando es joven.Follaje persistente. Hojas alternas bipinnadas,  el pecíolo y el raquis pubescente,  3-4 yugadas. Folíolos pequeños, muy próximos, oblongos y asimétricos. Flores agrupadas en Inflorescencias en glomérulos axilares, solitarios. 
Inflorescencias axilares sobre pedúnculo velloso, corola tubulosa de 5 pétalos cortos, estambres mucho más largo que la corola. Estambres numerosos, intensamente rojos de 3-3,5 cmde largo.Legumbre (5-6 cm de largo) recta, pilosa, dehiscente, subleñosa; dos a cuatro semillas. Floración intermitente desde primavera a mediados de otoño.El fruto madura a fines del verano.

## Distribución y hábitat
Habita bosques ribereños, de quebradas,y pantanosos. Ocupa las zonas más bajas y húmedas, y forma el estrato inferior del bosque. También crece en bosques de serranías en las riberas de las cañadas y riachuelos.

## Otros aspectos
En el Uruguay de cultiva en jardines y parques, en todo el país.
Calliandra: nombre genérico derivado del griego kalli = "hermoso" y andros = "masculino", refiriéndose a sus estambres bellamente coloreados;tweedii: epíteto específico otorgado en honor del explorador británico John Tweedie.

## Sinonimia[2]
Feuilleea tweedii (Benth.) Kuntze
Inga pulcherrima Cerv. ex Sweet, nom. nud.
Mimosa yaguaronensis Larrañaga
Anneslia tweediei (Benth.) Lindm.
Inga pulcherrima Sweet ex Paxton
Calliandra tweediei Benth tiene como sinónimo heterotípico: Calliandra tweedii Hook
Calliandra tweedii Hook tiene como sinónimo heterotípico: Calliandra tweediei Benth.